# Flyswatter (demo av blink-182)
Flyswatter är punkrockgruppen blink-182s första inspelade demo. Inspelad i maj 1993.
Alla låtar på demo-kassetten spelades in i dåvarande trummisen Scott Raynors sovrum, enligt baksidan av kassetten.

## Låtar på albumet
1. "Reebok Commercial"  – 2:51
2. "Time"  – 2:27
3. "Red Skies"  – 3:25
4. "Alone"  – 2:44
5. "Point Of View"  – 1:19
6. "Marlboro Man"  – 3:35
7. "The Longest Line" (NOFX-cover)  – 2:06
8. "Freak Scene" (Dinosaur Jr.-cover)  – 2:38